# Llista de quadres de Marià Fortuny

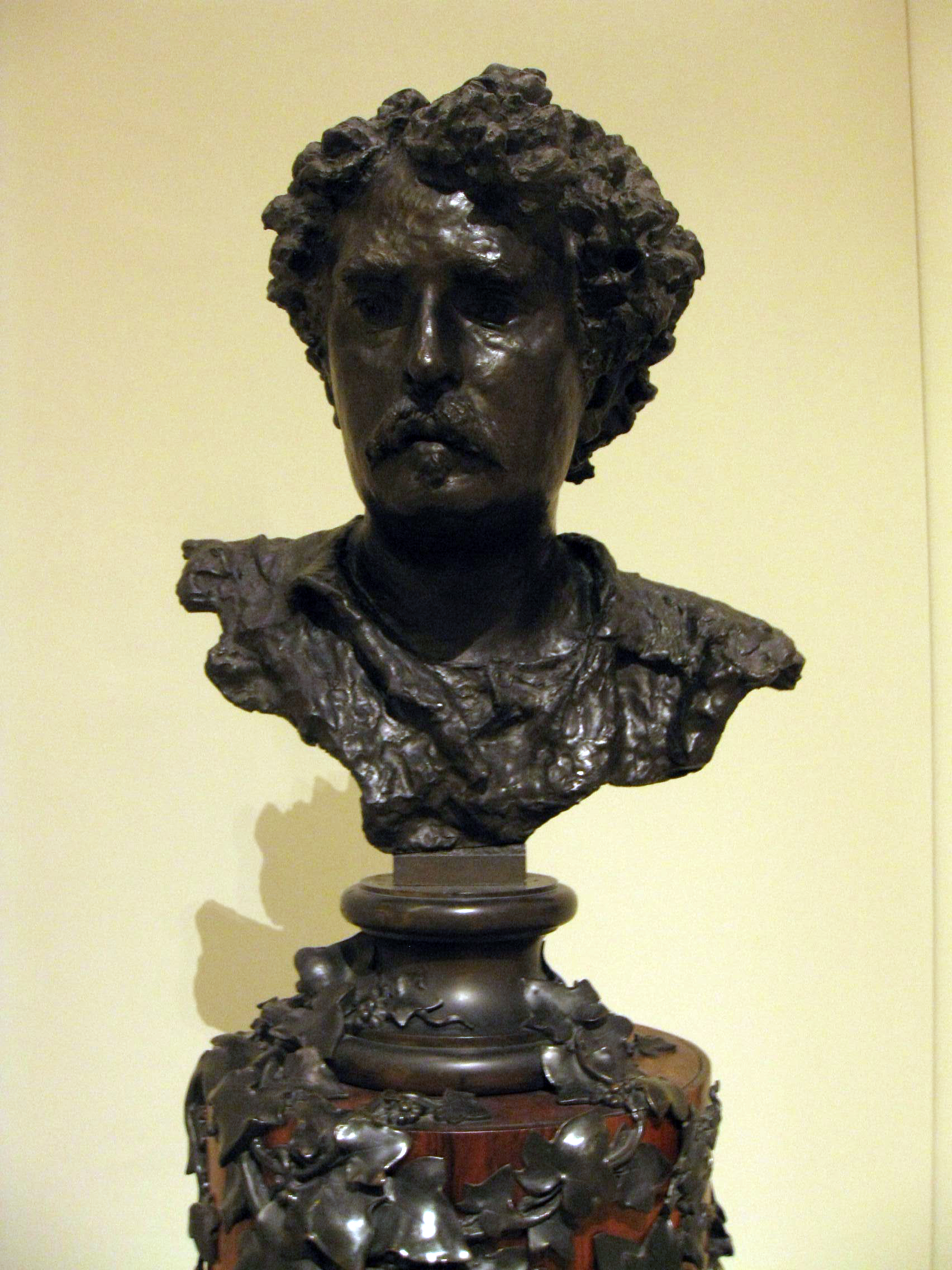
Retrat de Marià Fortuny realitzat per Vincenzo Gemito.

Aquesta llista de quadres de Marià Fortuny és una selecció d'obres del pintor nascut l'11 de juny de 1838 a Reus i mort a Roma el 21 de novembre de 1874, als trenta-sis anys. Va ser considerat, al costat d'Eduardo Rosales, com un dels grans pintors espanyols del segle xix, després de Francisco de Goya.
De la seva primera època d'estudis a l'Escola Llotja de Barcelona i de la seva estada com a becat a l'Acadèmia Giggi de Roma existeix abundant material, principalment estudis amb model del natural i còpies al carbonet d'escultures antigues. Aquesta col·lecció de dibuixos d'anatomia, escorços o robes va tenir una gran importància en la seva evolució posterior.
La seva pintura de corrent preciosista, presenta una gran afinitat amb el pintor francès Ernest Meissonier. Són obres de petit format, tècnica virtuosa i detallista, i escenes plenes de personatges vestits amb casaques, l'anomenada «pintura de casacones». Les més representatives d'aquest període són l'aquarel·la Il contino realitzada el 1861, El col·leccionista d'estampes o el popular episodi de La vicaria; en totes s'hi aprecia una certa influència de Goya.
La temàtica de la pintura de Fortuny reflecteix els nombrosos viatges que va realitzar, a Roma, París i el nord d'Àfrica. El seu primer viatge al Marroc el 1860, va comptar amb l'ajut econòmic de la Diputació de Barcelona que el va contractar perquè realitzés la crònica dels fets més importants de la Guerra d'Àfrica. Al seu retorn va portar a sobre carpetes plenes d'esbossos i dibuixos, amb els quals realitzaria, entre moltes altres pintures: La batalla de Wad-Ras i La batalla de Tetuan, aquesta última composició va ser la de més grans dimensions que va realitzar. Un nou viatge al Marroc, el 1862, li va permetre enriquir la seva visió pictòrica del país amb els seus costums i personatges.
Gran part de la seva obra reflecteix la moda orientalista, amb la seva càrrega de pintorisme local representant escenes costumistes d'antic gust morisc i andalusí. Els retrats d'aquests personatges populars acostumen a ser treballs ràpids i esbossats, on solament l'acabat del cap està tractat amb cura i realisme. Per als olis, Fortuny acostumava a preparar les teles amb fons foscs o en tons vermellosos; el posterior ús de l'espàtula li permetia, així, determinats efectes sobre aquesta superfície prèviament coberta amb una gruixuda capa pictòrica. També s'aprecien els petits solcs realitzats amb els pèls dels pinzells que captant la llum, a les mencionades rugositats, aconseguien la lluminositat final del llenç.
El seu matrimoni amb la filla del pintor Federico Madrazo, els va portar en viatge de noces a Sevilla i Granada, on la inspiració de Fortuny es va refermar en la temàtica costumista, pròpia dels pobles mediterranis. Un altre dels seus gèneres favorits va ser la pintura de paisatges, molts d'ells de Granada i, ja en els últims anys de la seva vida, els de Portici. La llibertat de pinzellades que s'aprecia en aquesta última etapa italiana ha estat interpretada com un acostament a l'impressionisme tant per la lluminositat de la seva gamma de colorit com per la textura i el «non finito»; així mateix, les composicions marcades amb cert japonisme ho fan precursor del valencià Joaquín Sorolla.

## Llista d'obres
Es mostra en aquesta llista una selecció orientativa de les obres de Marià Fortuny i Marsal que es troben repartides entre diversos museus espanyols i estrangers, així com en nombroses col·leccions particulars. S'ha seguit el criteri dels experts que es mostren a l'apartat de bibliografia consultada, especialment el redactat per Begoña Torres González o els catàlegs editats pels museus que tenen obra de l'autor.
La producció més nombrosa va ser la realitzada sobre paper, dibuixos, aquarel·les i gravats en diverses tècniques. Entre els museus que guarden més obres es troben:
- Museu Nacional d'Art de Catalunya, a Barcelona. És la institució museística que conserva una major quantitat d'obra sobre paper; en el seu Gabinet de Dibuixos i Gravats té catalogats 2281 dibuixos i 177 estampes.
- Museu del Louvre a París, amb prop de 800 obres.
- Biblioteca Nacional d'Espanya, a Madrid, amb més de 200 obres.
- Museu del Prado, amb més de 100 obres.
- Museu d'Art i Història de Reus, amb més de 200.
- Museu Goya de Castres, amb 89 obres sobre paper.(Catàleg raonat de l'exposició del 2008 per Jean Louis Augé).
- Museu Britànic de Londres, amb més de 40 obres.
- A la Reial Acadèmia de Belles Arts de Sant Jordi es conserva una sèrie de dibuixos acadèmics realitzats durant la formació del pintor a Barcelona i el seu posterior pensionat a Roma.
- Altres obres es troben a la Real Academia de Bellas Artes de San Fernando i en altres fundacions.[7]

## Pintures a l'oli
| Imatge                                                                                    | Any                 | Títol                                                                                     | Tècnica                        | Localització                                                                                          | Observacions |
| ----------------------------------------------------------------------------------------- | ------------------- | ----------------------------------------------------------------------------------------- | ------------------------------ | --- | --- |
| Autoretrat                                                                                | 1855- 1856          | Autoretrat                                                                                | Oli sobre tela 57 × 46         | Col·lecció particular                                                                                 | El primer autoretrat que es va realitzar Fortuny va ser quan comptava uns 17 anys. Està datat el 1855-1856 i el va executar a Barcelona quan era estudiant a l'Escola Llotja. Sobre un fons neutre mostra el rostre una mica girat i amb un fort focus de llum procedent de la part esquerra i els colors emprats són de tons foscs en la gamma de marrons i vermellosos. El punt de més atenció, dintre de tota la pintura, és la mirada del jove. |
| El comte Ramon Berenguer III clavant l'ensenya de Barcelona a la torre del castell de Fòs | 1857                | El comte Ramon Berenguer III clavant l'ensenya de Barcelona a la torre del castell de Fòs | Oli sobre tela 116,5 × 87,5    | Palau de la Generalitat. Dipòsit de la Reial Acadèmia Catalana de Belles Arts de Sant Jordi Barcelona | L'obra va ser creada per aconseguir una plaça de pensionat de pintura a Roma donada per la Diputació Provincial de Barcelona, el tema imposat havia de pertànyer a la història medieval de Catalunya. Es mostra en aquest llenç l'exactitud documental i les característiques de la pintura històrica del romanticisme tardà, tot plegat s'unia al purisme acadèmic. El tipus de composició, amb el comte Ramon Berenguer III com únic personatge principal i el punt de vista pres des de sota, feien encara ressaltar més la monumentalitat d'aquesta figura. Segurament per ésser una obra juvenil (19 anys) es nota la rigidesa en els posats dels personatges i als plecs de les vestidures, encara que això no va evitar que Fortuny guanyés per unanimitat la beca del concurs. |
| Autoretrat                                                                                | Cap a 1858          | Autoretrat                                                                                | Oli sobre tela 62,5 × 49,5     | Museu Nacional d'Art de Catalunya Barcelona                                                           | Fortuny s'autoretrata aquí amb una presència quasi aristocràtica que apareix subratllada amb una túnica de brocat luxosa, de mig cos amb un gir cap a la dreta i el rostre mirant l'espectador, sembla inspirat en la tradició clàssica i al renaixement, també a les vestidures amb els plecs que recorden els retrats imperials de l'estatuària clàssica. La sobrietat a la gamma cromàtica i el clarobscur s'aproxima a l'admiració de Fortuny cap als pintors venecians i a la pintura barroca. |
| Askari                                                                                    | Cap a 1860          | Askari                                                                                    | Oli sobre plafó 34 × 25,6      | Biblioteca-Museu Víctor Balaguer Vilanova i la Geltrú                                                 | Una de les tipologies més repetides a l'obra del pintor va ser la dels retrats dels soldats àscari, sobretot entre 1860 i 1863, encara que més tard hi ha d'altres exemples com el Circassià de la Hispanic Society. Menys aquest últim, la majoria van ser realitzats com a informació per a La batalla de Tetuan. Aquestes obres acostumen a presentar una pinzellada ràpida i empastada amb tonalitats fosques per aconseguir contrast amb els blancs i els vermells, és freqüent que aquests personatges tinguin entre les seves mans un rifle o qualsevol altra arma. |
| Soldat marroquí                                                                           | 1860- 1865          | Soldat marroquí                                                                           | Oli sobre tela 26,5 × 17       | Museu Estatal de l'Ermitage Sant Petersburg                                                           | La font d'entrada al museu va ser el 1933 procedent de la col·lecció D.P.Botkin. Aquesta imatge forma part de la galeria de personatges àrabs, on pretenia, com el seu amic el pintor francès Georges Clairin, cercar la realitat magribina. Es va recolzar en les exòtiques vestidures, els clars matisos, la gradació de tons per destacar la llum i la utilització de l'espàtula per a l'efecte final. |
| Còpia de Tarquino i Lucrècia de Felice Ficherelli                                         | Cap a 1861          | Còpia de Tarquino i Lucrècia de Felice Ficherelli                                         | Oli sobre tela 117 × 160       | Reial Acadèmia Catalana de Belles Arts de Sant Jordi Barcelona                                        | Obra realitzada a la seva època de pensionat a Roma, és una còpia de la pintura Tarquino i Lucrècia de l'artista Felice Ficherelli. Aquesta pintura va ser enviada a l'Acadèmia per Fortuny l'any 1862 junt amb altres disset dibuixos acadèmics datats entre els anys 1859 i 1861. A la part posterior del marc es troben inscripcions en tinta: «Por Fortuny». Procedència: Obra de pensionat, passà al Museu de l'antiga Junta de Comerç. Data ingrés: 3 de febrer de 1862». |
| Còpia d'un Àngel de Rafael Sanzio                                                         | Cap a 1861          | Còpia d'un Àngel de Rafael Sanzio                                                         | Oli sobre cartró 114 × 47 cm   | Reial Acadèmia Catalana de Belles Arts de Sant Jordi Barcelona                                        | Obra realitzada a Roma durant la seva estada com a pensionat, va ser enviada a l'Acadèmia junt amb altres el febrer de 1862. Va ser copiada d'una obra de Rafael Sanzio existent a la Accademia di San Luca, lloc on es va conservar fins al 1834. Aquesta pintura també va ser copiada per l'artista francès Gustave Moreau. |
| L'odalisca I                                                                              | 1861                | L'odalisca I                                                                              | Oli sobre cartró 56,9 × 81 cm  | Museu Nacional d'Art de Catalunya Barcelona                                                           | Aquesta obra no figurava entre la relació d'encàrrecs de pensionat, i tanmateix va ser pintada i datada a Roma el 1861, a partir del primer viatge realitzat al Marroc i va passar a convertir-se en la primera obra enviada a la Diputació, el 14 de febrer de 1862, juntament amb una carta a Charles Davillier on explicava: «... com una pobra mostra dels treballs que em proposo fer sobre la Guerra d'Àfrica, tinc l'honor d'oferir a la vostra excel·lència el quadre que adjunto, una escena costumista en un interior marroquí». |
| L'odalisca II                                                                             | 1862                | L'odalisca II                                                                             | Oli sobre tela 54 × 62 cm      | Col·lecció particular                                                                                 | El model emprat a les «odalisques», malgrat ser un tema orientalista, no mostrava dones africanes o orientals sinó models occidentals. A la pintura el primer que s'aprecia és la blancor del nu sensual de la dona, tombada sobre una rica tela drapada. Les escenes d'aquest tipus, realitzades durant les seves primeres etapes, es mostren amb una clara recerca de la forma clàssica i tracten la carnació ideal del nu mitjançant la llum on l'erotisme forma part de tota la composició. Aquesta mateixa temàtica va ser utilitzada per Delacroix, per Ingres o el que es convertiria en el seu sogre Federico de Madrazo. |
| Paisatge nord-africà                                                                      | Cap a 1862          | Paisatge nord-africà                                                                      | Oli sobre tela 51,5 × 122,5 cm | Museu Carmen Thyssen Màlaga                                                                           | Paisatge realitzat al seu retorn del segon viatge al Marroc pensionat per la Diputació Provincial de Barcelona. A pesar que en un catàleg de 1875 és considerada com una vista dels voltants de Roma, l'estudi posterior de l'orografia d'aquesta pintura coincideix amb alguns dels apunts realitzats «in situ», així com s'adverteix als personatges diminuts que apareixen al paisatge que estan vestits amb gel·labes. En aquesta obra apareix per primera vegada uns lleugers tocs de colors vermell, verd, blau i ataronjat, que podrien ser precursors d'una tècnica emprada més endavant pel pintor per aconseguir més volum i contrast de llum. |
| La batalla de Wad-Ras                                                                     | 1862- 1863          | La batalla de Wad-Ras                                                                     | Oli sobre paper 54 × 185 cm    | Museo Nacional del Prado Madrid                                                                       | Fortuny va ser testimoni directe d'aquest enfrontament entre les tropes espanyoles i marroquins al març de 1860, on va fer nombrosos esbossos sobre la batalla, aquest mateix any va ser a París on va poder inspirar-se en altres obres pictòriques èpiques i sobretot aconsellat per la Diputació de Barcelona fixar-s'hi en la producció d'Horace Vernet. A més a més la Diputació li va demanar que els herois protagonistes estiguessin en plans centrals de la pintura, malgrat aquestes recomanacions, la composició va estar interpretada de gust del pintor i la va oferir amb una visió panoràmica de tota la contesa: en el centre, un gran grup d'infants i guerrers es troben tots confusos i sense ressaltar cap en concret, estan representats en tot tipus d'escorços tant els personatges com els cavalls, als laterals de la pintura, hi ha escenes secundàries i al fons turons amb un cel nuvolós. |
| La batalla de Tetuan                                                                      | 1862- 1864          | La batalla de Tetuan                                                                      | Oli sobre tela 300 × 972 cm    | Museu Nacional d'Art de Catalunya Barcelona                                                           | Aquesta obra es troba entre les que li van ser encarregades per part de la Diputació de Barcelona per exaltar les actuacions dels voluntaris catalans comandats pel General Prim a la guerra d'Àfrica. D'entre els nombrosos esbossos preparatoris se'n conserven uns vint de catalogats. L'escena està distribuïda en una perspectiva panoràmica amb punts de fuga en els extrems, la visió és àmplia i presenta l'atac al campament marroquí, els soldats del qual fugen a cavall; en el centre hi ha un espai amb la pols que aixequen les muntures i al fons una vista general de l'atac de la infanteria espanyola. Sembla que l'obra no es va apreciar en aquell moment, ja que es pretenia que destaqués el protagonisme d'alts caps de la contesa i el sentit de l'heroisme èpic, a l'estil de la pintura històrica realitzada pel francès Horace Vernet. Per les grans dimensions de l'obra i per voler fer-la demostrant un gran virtuosisme, l'entrega es va allargar i va quedar finalment inacabada, per la qual cosa el mestre va haver de rescabalar a la Diputació amb deu mil pessetes. Una vegada mort el pintor la mateixa entitat va comprar la tela per cinquanta mil pessetes. |
| El col·leccionista d'estampes I                                                           | 1863                | El col·leccionista d'estampes I                                                           | Oli sobre tela 47 × 66,3       | Museu de Belles Arts Boston                                                                           | Sobre aquest tema, pel gran èxit que va obtenir, va realitzar el pintor diverses versions en oli, dibuixos al llapis, aquarel·les i aiguaforts. Aquest tema havia gaudit ja de gran popularitat entre els pintors flamencs com a pintura de gabinet del segle xvii. D'aquesta primera versió pintada a Roma, l'autor va fer un canvi amb Vicenzo Capobianchi el qual al canvi li va lliurar un fusell sard, objecte que va passar a formar part de la col·lecció d'antiguitats de Fortuny. Ràpidament la pintura va ser venuda al marxant Adolphe Goupil i aquest alhora la va revendre a William Hooh Stewert, per la qual cosa el 1870 Fortuny va agregar a la pintura el gran retrat de l'últim comprador sobre la xemeneia del fons de la pintura. El personatge principal es troba ressaltat amb vestidures blanquinoses i absort a l'estudi i contemplació del seu plaer favorit, l'estudi d'estampes. |
| Galliner                                                                                  | Cap a 1864          | Galliner                                                                                  | Oli sobre plafó 10 × 16        | Biblioteca Museu Víctor Balaguer Vilanova i la Geltrú                                                 | Aquesta petita taula formava part del tipus d'obra que servia a l'artista com a mitjà d'experimentació. Les gallines van ser pintades i dibuixades en diversos esbossos al llapis, molts dels quals es conserven al MNAC de Barcelona. Són escenes a l'aire lliure banyades per la llum del sol, el colorit del blanc plomatge i els tocs de vermell que destaquen amb els taronges-ocres de tot l'entorn. |
| Retrat d'l'escultor Jeroni Suñol                                                          | Cap a 1864          | Retrat d'l'escultor Jeroni Suñol                                                          | Oli sobre tela 31,5 × 24,5     | Museu Nacional d'Art de Catalunya Barcelona                                                           | Apareix el escultor Jeroni Suñol retratat en el seu estudi amb un posat deixuplinant recolzat sobre la paret que serveix de fons al quadre, la figura està rebent la major part de la llum aconseguida per la camisa blanca i les ombres pronunciades a la part esquerra, sosté a la seva mà una calavera, segurament com a símbol de la precarietat de les coses (vanitas), per contrast amb la sublimació de l'art. A la pintura apareixen objectes quotidians com envasos en vidre i ceràmica col·locats damunt una taula i d'altres, penjats o damunt de la xemeneia a la paret del fons, l'entonació és en colors foscos amb traços en negre. |
| Madame Gaye                                                                               | 1865                | Madame Gaye                                                                               | Oli sobre tela 137,2 × 100,3   | Metropolitan Museum of Art Nova York                                                                  | Aquest retrat va ser un encàrrec rebut per part del duc de Riansares, marit de madame Gaye i primer mecenes que va tenir Fortuny des de la seva primera estada a Itàlia. L'execució de l'obra entra dintre de l'estil romàntic, el fons i les seves vestidures són en tons foscos que fan ressaltar la cara i mans de la retratada, el posat del rostre inclinat, juntament amb l'austeritat del vestit segueixen les regles marcades pel retratista oficial en aquella època a Madrid, Federico de Madrazo. |
| Pati àrab                                                                                 | 1865                | Pati àrab                                                                                 | Oli sobre tela 19,5 × 31       | Museu Fortuny Venècia                                                                                 | De temàtica costumista, la composició, la tècnica i el color aconsegueixen una pintura amb la impressió de ser un esbós, la facilitat de l'aplicació de les pinzellades, retenen la realitat sense dedicar-se en excés al detall, es pot veure a la definició de les ombres i les llums amb el que aconsegueix reproduir l'efecte d'enlluernament òptic per efecte del sol. En definitiva, és la manera espontània de presentar una pintura colorista a l'aire lliure, un llarg procés d'estudi de l'època que s'estava portant a terme en les escoles pictòriques europees. |
| Arbre                                                                                     | 1865                | Arbre                                                                                     | Oli sobre tela 29 × 23 cm      | Museu Fortuny Venècia                                                                                 | Entre les obres amb influència de l'Escola de Barbizon, una de les més pròximes és aquesta pintura, on presenta «l'estudi directe de la natura i l'interès per la captació dels efectes atmosfèrics» visible en aquest cas a la il·luminació produïda per la llum al tronc de l'arbre. Entre els objectes de la seva propietat posats a la venda per la família, després de la seva defunció, hi havia una sèrie de més de cinquanta aiguaforts de Carlos de Haes, renovador del gènere del paisatge i al qual segurament Fortuny admirava. |
| Aficionada a les estampes                                                                 | 1865- 1866          | Aficionada a les estampes                                                                 | Oli sobre tela 11 × 7,7 cm     | Col·lecció particular                                                                                 | Amb un estil esbossat va realitzar Fortuny aquesta petita tela a l'oli, gairebé una miniatura. El tema del col·leccionisme va ser un dels que va tractar en algunes ocasions. Aquesta obra a part de la seva mida especial, també crida l'atenció que sigui una figura femenina la col·leccionista, que es troba seguda envoltada de la seva col·lecció d'estampes i observant-ne un una. La tècnica és d'una pintura de pinzellada ràpida amb tonalitats contrastades, la llum il·lumina amb intensitat la làmina i el vestit groc del personatge. |
| La reina Maria Cristina passant revista a les tropes                                      | 1865- 1867          | La reina Maria Cristina passant revista a les tropes                                      | Oli sobre tela 300 × 460 cm    | Museo Nacional del Prado Madrid                                                                       | El sentit de paisatge es troba concretat en aquest quadre amb gran sobrietat, en primer pla es troba la reina Maria Cristina sobre una calessa i acompanyada per la seva filla la futura reina Isabel II, passant revista. La part del fons està representada la batalla de 1837 entre les seves tropes i els carlistes. Encara que aquest llenç és de gran dimensió, Fortuny ho va realitzar amb una perfecta precisió de detalls dels personatges, cavalleries i armes, amb un moviment d'autèntica instantaneïtat. |
| El col·leccionista d'estampes II                                                          | 1866                | El col·leccionista d'estampes II                                                          | Oli sobre tela 52 × 66,5 cm    | Museu Nacional d'Art de Catalunya Barcelona                                                           | És aquesta una de les versions sobre el mateix tema que va pintar Fortuny, totes les variants tenen diferències en detalls i elements que afegia o treia a voluntat l'artista, amb antiguitats d'objectes pertanyents a la seva pròpia col·lecció, així com l'arca veneciana o la cadira on es troba recolzada la carpeta amb les estampes eren propietat seva. El gust de l'època pel bigarrament d'habitacions plenes amb tota mena d'objectes, ceràmiques, rellotges, vidres, es paren en una espècie d''horror vacui. Quants més detalls era capaç de realitzar el pintor, més agradava als compradors i més pujava el preu de l'obra. |
| El col·leccionista d'estampes III                                                         | 1866                | El col·leccionista d'estampes III                                                         | Oli sobre fusta 53 × 71 cm     | Museu Puixkin Moscou                                                                                  | Altra pintura amb el mateix tema sobre el col·leccionisme. |
| Fantasia sobre Faust                                                                      | 1866                | Fantasia sobre Faust                                                                      | Oli sobre tela 40 × 69         | Museo Nacional del Prado Madrid                                                                       | A la part inferior esquerra de la pintura hi ha una inscripció: «Recordant la vostra fantasia de Faust» dedicat al músic Joan Baptista Pujol i Riu. La pintura representa el moment en què el músic està interpretant al piano l'obra la Gran fantasia de Faust inspirada a l'òpera Faust de Charles Gounod, en una vetllada que va tenir lloc a casa del pintor Francesc Sans i Cabot. L'escena es divideix en dues parts, la terrenal o part inferior on es troba el músic tocant al piano i al costat seu els pintors Llorenç Casanova i Ruiz i Agapito Francés, tota aquesta superfície està tractada amb el màxim detall, tant de personatges com dels objectes que la componen i en colors foscos. A la part superior i emprant una diagonal de colors molt més lluminosos, apareix la part de fantasia, on entre uns núvols surten Mefistòfil vestit de vermell festejant a Marta per distreure l'atenció de Margarida, que s'endevina subtilment al fons al costat de Faust. La pintura va pertànyer al músic Joan Baptista Pujol i Riu des de 1866 fins a la seva venda a Ramón Errazu el 1875, finalment va ser donada al Museu del Prado el 1904. |
| Paisatge romà                                                                             | 1866                | Paisatge romà                                                                             | Oli sobre tela 22,5 × 28,5     | Museu Fortuny Venècia                                                                                 | A Roma va realitzar paisatges del natural per continuar experimentant amb l'efecte de llums aplicat al colorit, que en aquesta obra s'observa amb la taca potent del blanc de la roba, estesa a la part dreta i al fons de la pintura, que contrasta amb la forta ombra quasi en diagonal de la part contrària, aquest llum contrastat apareix, així mateix, en el cel gràcies a la inclusió de parts nuvoloses blanquinoses i parts amb blau anyil. Aquestes pintures acostumaven a estar retocades posteriorment dintre el seu taller com també ho feia el seu amic Martín Rico. |
| Cavaller àrab a Tànger                                                                    | 1867                | Cavaller àrab a Tànger                                                                    | Oli sobre tela 45 × 28,5       | Col·lecció particular                                                                                 | Aquesta pintura pintada a Roma però amb apunts realitzats a Tànger el 1862, mostra la influència de l'orientalisme francès de forma especial de Delacroix i seguint la norma dictada per aquest artista: «... la llum, de vegades atenua els tons, d'altres els exalta, els modifica constantment amb el joc dels seus reflexos canviants». Tècnica molt bé apresa per Fortuny, que representa una escena costumista segurament al soc de Tànger i que mostra en ella tot un inventari d'objectes i la seva fascinació per la civilització marroquina. |
| Interior de l'església de Sant Sebastià                                                   | 1867                | Interior de l'església de Sant Sebastià                                                   | Oli sobre tela 16 × 24         | Biblioteca Museu Víctor Balaguer Vilanova i la Geltrú                                                 | Durant l'estada a Madrid amb motiu del seu matrimoni, el pintor va realitzar diverses teles de diferents esglésies i algun esbós d'interiors que després el van servir per a la seva famosa obra La vicaria. Aquesta tela del pòrtic per la part interior de l'Església de Sant Sebastià de Madrid, té la particularitat que va ser l'església escollida per celebrar el seu matrimoni amb Cecilia de Madrazo filla del retratista Federico de Madrazo, l'enllaç va tenir lloc el 27 de novembre de 1867, mateix any que es troba signada i datada la pintura. |
| Fantasia àrab                                                                             | 1867                | Fantasia àrab                                                                             | Oli sobre tela 52 × 67         | Walters Art Museum Baltimore                                                                          | Existeixen diverses versions d'aquesta obra, així com estudis preparatoris, amb variacions en les mides i la substitució d'alguns dels personatges que contemplen l'escena. Està signat a la part inferior dreta amb aquesta inscripció: «Fortuny. Roma. 1867.» |
| Corrida de toros. Picador ferit                                                           | 1867- 1868          | Corrida de toros. Picador ferit                                                           | Oli sobre tela 80,5 × 140,7    | Museu Nacional d'Art de Catalunya Barcelona                                                           | L'oli presenta el «terç de vares» tret d'uns esbossos en aquarel·la El Picador ferit i Corrida (sort de vares), uneix ambdues temàtiques en aquesta pintura on apareixen dos grups, en una meitat l'acció del picador i el cavall contra les taules i a l'altra meitat el grup on els subalterns recullen un picador ferit entre els seus braços. Aquest moment de l'agafada del picador havia estat ja representat per Goya en les seves sèries «Torrecilla» i «Tauromáquia» (1793-1794) i més tard ho va ser per Picasso. Així a la iconografia taurina era freqüent la interpretació de diverses escenes com en aquesta pintura, es representa un «quadre dintre d'un altre quadre» amb dos punts de vista, dins tot plegat d'unes pinzellades de traços petits, junt la combinació del color groc, vermell i blau i els més foscos per als espectadors. |
| Cecilia embarassada                                                                       | 1868                | Cecilia embarassada                                                                       | Oli sobre plafó 31 × 23,5 cm   | Museu Fortuny Venècia                                                                                 | El retrat de la seva esposa Cecilia embarassada de la seva primera filla, sorprèn pel fons realitzat amb un fort color carmesí, la figura la representa de perfil sense interès que sigui un retrat, ja que la cara queda reduïda a un esbós amb taques, tot el conjunt està tractat amb reflexos i matisos amb la sensació d'inacabat, però utilitza un «truc» perquè l'espectador dirigeixi les seves mirades a l'únic fragment que apareix més acabat, el braç esquerre que amb tècnica preciosista apareix com si fos l'únic que s'encarrega de donar volum a tota la pintura. Aquests detalls tècnics els va tornar a emprar en quadres posteriors, com el Nu a la platja de Portici o en Els fills del pintor, Maria Luisa i Mariano, al saló japonès. |
| Montserrat                                                                                | 1868                | Montserrat                                                                                | Oli sobre plafó 31,5 × 21,5 cm | Museu Fortuny Venècia                                                                                 | Abans de partir per al seu primer viatge a Itàlia amb la seva esposa, van complir amb la tradició catalana de visitar el monestir de Montserrat. Fortuny va aprofitar la seva estada allà per realitzar un parell de paisatges de racons de la muntanya, on mostra edificis rústics sota els penyals de la serra, són esbossos ràpids on s'aprecien encara algunes zones de la fusta sense cobrir de pintura. |
| Plaça de braus de Sevilla                                                                 | 1868                | Plaça de braus de Sevilla                                                                 | Oli sobre tela, 84,5 × 62 cm   | Col·lecció particular Catalunya                                                                       | En el tractament de la llum i el color, és un dels quadres on l'autor es mostra més proper a l'impressionisme francès. El quadre ha estat declarat Bé d'interès nacional per la Generalitat de Catalunya. |
| Bust d'home. Al·legoria de Bacus                                                          | Cap a 1868          | Bust d'home. Al·legoria de Bacus                                                          | Oli sobre tela 75 × 62 cm      | Museu Nacional d'Art de Catalunya Barcelona                                                           | Realitzat a Granada presenta clares influències de Diego Velázquez, la figura es troba sobre un fons neutre tractat amb llibertat i riquesa pictòrica, el rostre rep la llum procedent de la part esquerra i els seus tocs de pintura són precisos, exagerant la punta de nas amb una tonalitat vermellosa i un llarg mostatxo que imita el motiu representat per Velázquez al Mart del museu del Prado. La temàtica és una al·legoria a Bacus amb l'atribut clàssic de la corona de pàmpols al cap, aquesta iconografia es troba emprada per diversos pintors de l'escola madrilenya entre ells Eugenio Lucas i Leonardo Alenza. |
| La vicaria                                                                                | 1868, segona meitat | La vicaria (primera versió)                                                               | Oli sobre fusta 53 × 71. cm    | Col·lecció particular                                                                                 | |
| L'encantador de serps                                                                     | 1869                | L'encantador de serps                                                                     | Oli sobre tela 58,7 × 124,5 cm | Walters Art Museum Baltimore                                                                          | El procés d'aquestes pintures d'oli, gairebé sempre es realitzava al taller de l'artista, amb els apunts que havia pres del natural i el detall ornamental era afegit de les pròpies peces que el pintor havia adquirit en els seus viatges a l'Àfrica, com en aquest cas, el bol, una sella de muntar o la rica catifa. |
| Mercat i cases                                                                            | 1869                | Mercat i cases                                                                            | Oli sobre plafó 9 × 12,5       | Museu Fortuny Venècia                                                                                 | Mercat i cases presenta una obra esbossada amb traços ràpids i espontanis realitzada a l'aire lliure, aquesta confecció d'un esbós que es considera signe de modernitat, a l'època de Fortuny representava domini de la tècnica de l'oli, el llenç es cobreix amb traços agitats sense baixar al detall, aquest estil va ser una aportació en el seu llarg procés de l'estudi per captar els efectes de la llum sobre tots els objectes. |
| Brindis de l'espasa                                                                       | Cap a 1869          | Brindis de l'espasa                                                                       | Oli sobre tela 61 × 50,2 cm    | National Gallery Londres                                                                              | En aquesta obra a l'oli es mostra el pintor molt més just en captar la imatge i la composició de l'escena, com anteriors aquarel·les que havia realitzat l'any anterior. Aquesta pintura mostra la meticulositat pel detall als primers plans del torero retratat, que van disminuint a mesura que s'allunya cap al fons, en un pla mig esbossats es troben dos toreros d'estil de Goya i la graderia només mostra unes àmplies pinzellades molt esfumades amb un cel plomís i nuvolós. Darrere el torero es troba el toro abatut mentre «l'espasa» saluda el públic amb el braç aixecat sostenint la «montera» i a l'altra mà la «muleta» i l'espasa. En un primer pla, a terra, es troben diversos objectes llançats des de les grades. |
| La cursa de toros                                                                         | Cap a 1869          | La cursa de toros                                                                         | Oli sobre tela 30 × 46         | Museo Nacional del Prado Madrid                                                                       | A diferència d'altres obres amb aquesta mateixa temàtica taurina, aquí empra una pintura més esbossada i amb més interès per l'aspecte lluminós gràcies als colors empleats de blaus i violetes amb els de contraposició dels grocs i vermells, cerca en aquesta pintura l'escenografia pròpia d'una fotografia captant la instantània en la «sort de picar», les figures estan esquematitzades per aconseguir transmetre un efecte impressionista. |
| La vicaria                                                                                | 1869                | Esborrany per a La vicaria                                                                | Oli sobre fusta 40 × 52 cm     | Museu Comarcal de Reus Reus                                                                           | |
| Vell nu al sol                                                                            | 1870                | Vell nu al sol                                                                            | Oli sobre tela 75 × 59         | Museo Nacional del Prado Madrid                                                                       | El model de la pintura, es deia Mariano Fernández era d'Albaicin i va servir com a model a Fortuny en nombroses ocasions. De totes les versions la del museu del Prado és la més coneguda. La iconografia presentada deriva gairebé segur de figures de sants de la temàtica religiosa espanyola del segle xvii i amb una influència especial del pintor Josep de Ribera. Les tonalitats de la carn nua són en tons de coure amb lleugers tocs de blanc, la figura es troba retallada sobre un fons fosc, l'expressió donada a la cara amb els ulls entretancats, gairebé tancats, és com mostrar la complaença del personatge davant els raigs de sol, la part de la cara és precisament la més conclosa de tota la pintura. |
| La vicaria                                                                                | 1870                | La vicaria                                                                                | Oli sobre fusta 60 × 93,5 cm   | Museu Nacional d'Art de Catalunya Barcelona                                                           | L'escena representa el moment de la signatura dels testimonis d'un casament a la sagristia, separada de l'església, per una reixa. L'artista posa gran atenció en els detalls dels vestits, la decoració de la sala i l'ambient. En el grup central apareixen els nuvis junt amb amics i familiars vestits amb gran elegància que contrasta a la part dreta de la pintura, un torero i una 'manola' (madrilenya castissa) que esperen el seu torn per signar i a la part esquerra es troba un altre grup de dos personatges de classe mitjana, absorts en una conversa aliena a l'esdeveniment central. Per tot plegat es pot considerar aquesta obra amb un retrat de les diferents classes socials de la societat espanyola al segle xviii. Aquesta pintura preciosista dintre de l'estil del realisme, va assolir un gran prestigi dintre de la classe burgesa de tot Europa. Els elements col·locats pel pintor com a efecte decoratiu, com són la reixa, el llum, el braser, la biblioteca amb llibres, tot està posat en el seu lloc específic per aconseguir harmonia i equilibri a la composició. |
| L'escala de la casa de Pilatos a Sevilla                                                  | Cap a 1870          | L'escala de la casa de Pilatos a Sevilla                                                  | Oli sobre tela 83 × 63         | Museu Nacional de Belles Arts L'Havana                                                                | |
| Ferrador marroquí                                                                         | Cap a 1870          | Ferrador marroquí                                                                         | Oli sobre tela 49 × 66,5       | Museu Nacional d'Art de Catalunya Barcelona                                                           | És una pintura d'una composició senzilla i horitzontal, amb l'acabament final al fons d'una tàpia o mur blanc -molt utilitzat per Fortuny en els seus quadres-, envoltats d'animals, rucs i gallines, i la part central ocupada pel protagonista, l'escena presenta el moment en què un home agafa la pota d'un dels ases per mostrar-la al ferrador, que de gatzoneta, està disposat a emprendre el seu treball. A aquest personatge el pintor li ha col·locat un casquet o turbant, amb un toc vermell, per destacar-lo per entre la resta d'elements. La composició central i horitzontal, li va permetre fer una divisió entre el primer pla de colorit més fosc i el més clar en el pla del fons. |
| La matança dels Abenserraigs                                                              | Cap a 1870          | La matança dels Abenserraigs                                                              | Oli sobre tela 73,5 × 93,5     | Museu Nacional d'Art de Catalunya Barcelona                                                           | És una obra inacabada que mostra la llegenda de la matança dels Abenserraigs l'any 1445 recollida entre d'altres per l'escriptor Ginés Pérez de Hita. Les intrigues cortesanes pel poder van fer que en un parany per part del llinatge dels Zegrita fossin assassinats diversos membres dels Abenserraigs en una sala de la Alhambra de Granada pròxima al Pati dels Lleons. Fortuny va obtenir el permís per pintar directament en aquesta mateixa sala, abans va realitzar diversos estudis preparatoris tant de personatges com de l'arquitectura. L'obra presenta una perspectiva una mica forçada per aconseguir una àmplia vista de tot el drama, és una posada en escena on es va tenir cura fins al mínim detall. |
| Balcó de Granada                                                                          | 1870- 1872          | Balcó de Granada                                                                          | Oli sobre plafó 12,4 × 9       | Col·lecció particular                                                                                 | Al 1870 ja estava instal·lat a la ciutat de Granada, disposat a treballar directament del natural i allunyar-se dels encàrrecs procedents de París. La pinzellada en aquesta petita taula és marcada i nerviosa, però encara mostra la minuciositat a la descripció pel mig de taques i tocs dels elements representats com són els testos, les reixes de la finestra i la barana del balcó. Tanmateix les ombres són violàcies precursores del pròxim impressionisme en la pintura. |
| Gitana                                                                                    | 1870- 1872          | Gitana                                                                                    | Oli sobre tela 30,5 × 23,5     | Museu Fortuny Venècia                                                                                 | Durant la seva estada a Granada, va tenir diversos models, masculins i femenins procedents de l'Albaicín. En aquesta ocasió mostra un retrat d'una gitana la figura de la qual es retalla sobre un fons de tons clars en què ressalta la cabellera negra de la dona, el seu cutis està contrastat per la llum que rep de la seva part dreta, els colors se superposen cridant l'atenció el blanc de la seva roba i l'adorn de les joies de forma especial del collaret vermellós. |
| Cases àrabs                                                                               | 1871                | Cases àrabs                                                                               | Oli sobre tela 10 × 24,5       | Museu Fortuny Venècia                                                                                 | Malgrat el seu èxit comercial, Fortuny va pintar incansable petits esbossos per als seus amics o per a ell pròpiament. En aquesta pintura el fons el va cobrir amb un color marró, sobre el que va col·locar nous tons per a les edificacions, amb el que va aconseguir plans en horitzontal i una unitat completa de tonalitat atmosfèrica. L'elecció de temes de poca importància, el va valer a l'artista algun rebuig per part de pintors academicistes, tanmateix l'autor demostra, que en algunes obres com aquesta el tema no és el principal, sinó la representació dels diferents aspectes d'un mateix objecte, que fa que la natura sigui tractada d'una manera més abstracta. |
| La senyoreta Del Castillo en el seu llit de mort                                          | 1871                | La senyoreta Del Castillo en el seu llit de mort                                          | Oli sobre tela 57 × 70,5       | Museu Nacional d'Art de Catalunya Barcelona                                                           | L'encàrrec el va efectuar el pare de la morta, família que tenia una fonda a Granada i que va acollir els Fortuny durant un any abans de canviar-se a la residència d'«El Realejo». El pintor va escollir un enquadrament just de mig cos, sense voler mostrar detalls de l'estança, donant el protagonisme absolut a la morta, en una exposició atípica a la forma del seu treball, sense apunts previs amb una pinzellada fluent i colors blanquinosos que es dilueixen amb les ombres proporcionades de roses, blaves, grises i al coixí, que sosté el cap, amb tonalitats violetes. |
| El tribunal de l'Alhambra                                                                 | 1871                | El tribunal de l'Alhambra                                                                 | Oli sobre tela 75 × 59         | Museu Fundació Gala - Salvador Dalí Figueres                                                          | Aquesta obra rep també els noms de Tribunal d'un caid, El cep y Els supliciats. Com d'altres obres de l'autor l'escena està col·locada en una sala de l'Alhambra. L'arquitectura està realitzada amb fidelitat a l'arquitectura àrab, així s'aprecia en primer lloc el pati amb una font i un primer gran arc que dona pas a través d'un altre més recarregat en decoració, a una altra estança amb rajoles d'estrellades, encara es troba una altra sala on hi ha una finestra geminada i per la que pot veure's el fons d'un jardí. Ressalta extraordinàriament el fort contrast lluminós entre el primer pla i el fons en penombra. Els dos personatges acusats estan situats, al pati, de cara per amunt tombats a terra, lligats pels peus i custodiats per dos guàrdies, a l'interior de la sala es troben els cadis en reunió per dictaminar la justícia pertinent. |
| Arcabusser                                                                                | Cap a 1871          | Arcabusser                                                                                | Oli sobre fusta 13,7 × 10,2    | Art Institute of Chicago                                                                              | Juntament amb altres obres del mateix tema van ser realitzades a Granada, per a la seva tramesa al seu marxant de París, Goupil, totes amb l'estil nomenat del «casacón» emprat pel pintor Ernest Meissonier, com ell, Fortuny pinta militars amb una visió idealista, que en aquesta taula sembla que el representat havia begut. Davillier afirma que el model era un aiguader de Granada amb cara d'embriac i que en més d'una ocasió havia fet de model. La temàtica i la composició és similar a l'empleada pel pintor francès, però el tractament pictòric de Fortuny és més espontani i realitzat amb més rapidesa que porta a una representació més colorista. |
| Paisatge de Granada                                                                       | Cap a 1871          | Paisatge de Granada                                                                       | Oli sobre tela 80 × 45         | Museu Nacional d'Art de Catalunya Barcelona                                                           | El 1870 una vegada instal·lat a Granada, Fortuny va escriure al seu amic Martin Rico invitant-lo a visitar-lo amb aquestes paraules: «Tinc una casa per estudi on es pot pintar a l'aire lliure, sense veïns, amb les vistes sobre la Vega i uns efectes de sol magnífics». La imatge d'aquesta pintura descriu la vista del Camp dels Màrtirs amb Serra Nevada al fons, hi ha un carreró - Callejón de Matamoros, tancat en 1882- que a la pintura porta fins a unes cases amb jardins, els nomenats «Carmenes» granadins. Els tons ocres gairebé daurats amb vermell i els tocs blancs dispersos per la composició, creen una intimitat i una expressió purament pictòrica oposada a la minuciositat preciosista d'altres obres anteriors realitzades per comercialitzar. |
| Retrat de Carmen Bastián                                                                  | 1871- 1872          | Retrat de Carmen Bastián                                                                  | Oli sobre tela 45 × 62         | Museu Nacional d'Art de Catalunya Barcelona                                                           | La imatge és atípica a la producció del pintor, el nu eròtic que mostra aquesta tela tenia com a model a una jove gitana de Granada que va ser pintada per l'artista en altres quadres. Carmen apareix reclinada en un sofà, aixecant els seus vestits per mostrar el seu sexe, aquesta actitud era habitual a les fotografies eròtiques de l'època. Els altres nus de Fortuny especialment les odalisques, eren acceptades per la societat per representar escenes més típiques, com també eren respectables les representacions de Venus. Tanmateix, aquesta obra entra plenament en un realisme poc habitual principalment per la representació de «retrat», la model no va ser mitificada ni idealitzada a la seva anatomia, així es pot observar unes cames curtes, una cara massa arrodonida i també amb una certa papada i unes celles poblades, en definitiva no té el sentit de feminitat clàssica exigida en uns certs cànons. |
| Músics àrabs                                                                              | 1871- 1872          | Músics àrabs                                                                              | Oli sobre tela 61 × 98,5       | Museu Fortuny Venècia                                                                                 | L'escena està ambientada en el període nassarita i reprodueix l'interior d'un palau. La pintura està inacabada, només esbossada, excepte els dos músics, protagonistes de l'escena, a un costat de l'obra, tombat, es troba el suposat rei (en agonia?) amant de la música que empra per al seu reconfort. Com a la majoria d'aquestes escenes orientalistes, Fortuny presenta detalls escenogràfics producte de la seva visió directa durant els seus viatges. Si l'hagués acabada, aquesta pintura segurament seria una refinada aplicació de detalls i objectes realitzats amb una precisió absoluta. |
| Dinar a l'Alhambra                                                                        | 1872                | Dinar a l'Alhambra                                                                        | Oli sobre tela 87,5 × 107      | Col·lecció particular Barcelona                                                                       | Mostra aquesta pintura una escena quotidiana en un pati andalús, en aquest cas el mateix pati de la casa del pintor a Granada. Al fons traient el cap per una paret blanca es veuen a Maria Lluïsa i Marià fills del pintor, la resta de personatges són amics o models habituals. En el centre i prop d'una taula s'està jugant una partida de cartes entre dos homes, un d'ells, vestit de torero, flirteja amb una dama amb mantellina i ventall i l'altre és aconsellat per un cavaller amb bombí. Hi ha un altre personatge com absent de tota aquesta trama que pogués ser un criat. Una mica més a la dreta, es troba una altra escena de la que formen part, una jove asseguda a terra que escolta la música d'un noi tombat sobre l'herba al seu costat. Tota la composició està inclosa en paral·leles i en un ambient relaxat i familiar. |
| Jardí de la casa de Fortuny                                                               | 1872                | Jardí de la casa de Fortuny                                                               | Oli sobre plafó 40 × 28        | Museo Nacional del Prado Madrid                                                                       | La pintura està realitzada amb una gran minuciositat de detalls, les pedres, els testos, la textura de les plantes, l'àmplia tanca de boix, juntament amb les malves reials ja emprades en altres obres, tot el colorit vegetal ressalta contra el mur blanc del fons i el blau intens del cel, la taula va figurar inacabada entre l'inventari que es va fer del seu taller quan va morir. Anys més tard el seu cunyat Raimundo de Madrazo la va finalitzar i va incloure el retrat de la seva germana Cecília amb una ombrel·la vermellosa així com el gos de primer pla. |
| Malves reials                                                                             | c. 1872             | Malves reials                                                                             | Oli sobre fusta 124 × 66       | Museo del Prado Madrid                                                                                | El mateix tipus de flors les va utilitzar per a les seves pintures El jardí dels Àrcades y Jardí de la casa de Fortuny. L'obra està pintada sobre un fons en què destaquen les malves reials o altees, originàries de Síria, aquesta elecció de flors amb corol·les grans i pètals carnosos les va realitzar amb petits traços i on mostra la facilitat d'una tècnica que va assolir en els seus últims anys de vida. Destaca en aquesta obra l'aplicació del color blanc lluminós sobre el fons verd fosc. La procedència d'aquesta pintura al museu del Prado, és deguda al llegat realitzat el 1904 per Ramón de Errazu. |
| Un burro en el pati                                                                       | 1872- 1874          | Un burro en el pati                                                                       | Oli sobre tela 24,5 × 37,5 cm  | Col·lecció particular                                                                                 | Aquesta obra es troba signada a la part baixa esquerra de la pintura amb el nom de «Fortuny», va ser subhastada l'any 2004 en la Galeria Christies passant a pertànyer a una col·lecció particular. |
| Marroquins                                                                                | 1872- 1874          | Marroquins                                                                                | Oli sobre plafó 13 × 19        | Museo Nacional del Prado Madrid                                                                       | La petita taula, va ser realitzada després del seu últim viatge a Tànger i Tetuan a l'octubre de 1871. Ja mort Fortuny va ser exposada amb el títol Records de Marroc, a l'Exposició Universal de París de 1878. La fredor d'aquesta escena contrasta amb les pintures de combats eqüestres pintades pels francesos Delacroix o Chassérieau. El tema recull el moment d'un alt al camí d'un guerrer a cavall, amb gran colorit a les robes i als arnesos de la seva muntura, tots els que intervenen en l'escena, genet, cavall, guàrdia, una mare amb nen i també un gos assegut, apareixen amb total immobilitat, és com s'hi hagués volgut captar un moment fotogràfic. |
| Pati a l'Alhambra                                                                         | 1873                | Pati a l'Alhambra                                                                         | Oli sobre tela 111,4 × 88,9    | Fogg Art Museum Cambridge (Massachusetts)                                                             | El plaer de pintar a l'aire lliure, es va desenvolupar en Fortuny notablement durant la seva estada a Granada. És una pintura de la vida quotidiana captada en un moment fotogràfic, l'escena es desenvolupa a l'interior d'un pati de cases humils, on en un terra enfangat, conviuen una vida senzilla la nena jugant, una dona més al fons rentant roba i una altra col·locada a la porta de casa seva, els animals com era costums, es troben solts, són unes gallines i dos porcs en primer pla. Com sempre, en aquest autor, la llum del sol és element principal quan trenca amb un blanc relluent a les cases emblanquinades del fons. El tractament que dona al cel, que ocupa més d'un terç de la pintura, és el més expressiu, amb colors blau fort i efectes vaporosos parcialment nuvolós. |
| Moros corrent la pólvora                                                                  | Segle XIX           | Moros corrent la pólvora                                                                  | Oli sobre tela 102 × 182 cm    | Museo Nacional de Bellas Artes Santiago de Xile                                                       | Aquest tema de «correr la pólvora» o «hablar la pólvora», costum típic del nord de l'Àfrica, va ser tractat per Fortuny en diverses ocasions, consistia en formar una atmosfera frenètica alhora que disparaven les seves armes. Aquestes i d'altres situacions culturals no eren rares en la tradició islàmica i el pintor no va deixar de prendre apunts en els seus viatges, que més tard va convertir en composicions pictòriques, mostrant escenes d'indubtable valor històric i costumista. |
| Pilar del carrer Elvira (Albaicín)                                                        | Segle XIX           | Pilar del carrer Elvira(Albaicín)                                                         | Oli sobre tela 25,4 × 66       | Col·lecció particular                                                                                 | Presumiblement durant la seva estada a Granada, i entre les nombroses pintures que va realitzar de patis andalusos, personatges i paisatges, es troba aquesta obra que presenta amb una composició simple i plana el Pilar del carrer Elvira situat en el barri de l'Albaicín a la vora d'on tenien la casa la família Fortuny. Està signat sense data a la part dreta inferior. |
| Adelaida del Moral                                                                        | 1873- 1874          | Adelaida del Moral                                                                        | Oli sobre tela 58 × 47         | Col·lecció particular                                                                                 | La gran amistat que tenia Fortuny amb el seu amic Joaquim Agrasot, va fer que passessin unes vacances juntes ambdues famílies a la casa de Portici. Aquest retrat d'Adelaida, esposa d'Agrasot, ho va fer en la més pura intenció de reflectir l'aspecte físic de la retratada, la composició està relacionada amb una certa influència de la pintura de Federico de Madrazo, amb un fons fosc neutre i la col·locació d'un cert gir del cap. |
| Retrat del pintor Simonetti                                                               | 1873- 1874          | Retrat del pintor Simonetti                                                               | Oli sobre plafó 10 × 29,5      | Museu Fortuny Venècia                                                                                 | El retrat del seu amic i deixeble Attilio Simonetti, està executat en una mida molt especial, on apareix com en una fotografia la imatge, retallada en un primer pla, de Simonetti elegantment vestit, amb el paisatge al fons de la ciutat de Roma, l'horitzó molt baix, juntament amb el colorit suau del vespre, fa que s'aconsegueixi una gran profunditat a l'escena. |
| Cap àrab                                                                                  | 1874                | Cap àrab                                                                                  | Oli sobre tela 122,9 × 79,1    | Museu d'Art de Filadèlfia                                                                             | Malgrat no haver-se dedicat al retrat per encàrrec, van ser nombrosos els efectuats a persones estimades i a personatges, en el que se sentia lliure d'interpretació en el seu naturalisme, a diferència dels retrats a personatges granadins, en aquesta pintura presenta un cap àrab, amb tota la càrrega d'armament, que amb gran escrupolositat quasi arqueològica descriu Fortuny (col·leccionista per una altra banda, d'aquestes peces). L'anatomia s'acosta a l'executada en el Vell nu al sol del museu del Prado, el dibuix, els volums i el clarobscur, la preocupació per la llum solar contra el cos de la persona i sobre el mur blanc reverberant lluminositat com a fons posa un punt final complet a aquesta pintura. |
| Carnisseria pública                                                                       | 1874                | Carnisseria pública                                                                       | Oli sobre tela 48,5 × 31       | Museu Fortuny Venècia                                                                                 | L'artista rebutja els recursos de la tradició occidental per aconseguir profunditat a les seves noves pintures, al contrari, acosta a l'espectador el tema com plenitud de l'objecte pintat. És un tema vulgar sense protagonistes, és l'aspecte banal de l'entorn que ja havia estat emprat pels artistes italians macchiaioli, fa pas a la matèria pictòrica amb els seus contrasts cromàtics i l'ús d'algun toc final amb l'espàtula així com un ratllat realitzat amb el mànec del pinzell que en algunes bandes dels quadres deixa el descobert part del fons. |
| Eclesiàstic                                                                               | 1874                | Eclesiàstic                                                                               | Oli sobre plafó 19 × 13 cm     | Walters Art Museum Baltimore                                                                          | La curiositat del fons vermell en pintura plana indica una influència de les estampes japoneses, que ja havien marcat la trajectòria de pintors com a Édouard Manet. L'eclesiàstic segueix la petja deixada per Francisco de Goya, el personatge es troba assegut en un balancí i es cobreix amb una gran capa de tonalitats vermelloses però molt més suau que el fons on està retallada la silueta del protagonista, el rostre del qual és el que està més acurat per a la seva interpretació psicològica amb una clara llibertat de pinzellades col·locades cada una en el seu lloc corresponent. |
| Elecció de la model                                                                       | 1874                | Elecció de la model                                                                       | Oli sobre plafó 53,3 × 82,6    | Corcoran Gallery of Art Washington, D.C.                                                              | Es troba aquesta obra entre les de l'estil preciosista comparable a La vicaria. Va ser una composició molt estudiada que va començar el 1968 i va realitzar nombrosos dibuixos i esbossos, el 1869 el col·leccionista dels Estats Units W.H. Stewart es va comprometre a comprar-la en una carta amb data de 1873 el pintor li comunicava que continuava treballant en l'obra, fins que finalment el 1874 se la va lliurar i va rebre en pagament 60.000 francs. L'escena se situa a l'interior del Palazzo Colonna de Roma, amb un grup d'acadèmics, vestits amb gran elegància, a la moda del segle divuit, contemplant la model col·locada damunt una taula a la part dreta de la pintura, lloc on rep la major il·luminació el quadre. Tot l'entorn està decorat amb mobiliari i d'arts decoratives recreat amb una gran sumptuositat, el fons és apreciable mitjançant dues grans columnes de marbre, en ell es troben uns quadres penjats com en exposició, podent-se reconèixer obres de Rubens, El Greco, Paolo Veronese i algunes escultures clàssiques. |
| Els fills del pintor, Maria Lluïsa i Marià, en el saló japonès                            | 1874                | Els fills del pintor, Maria Lluïsa i Marià, en el saló japonès                            | Oli sobre tela 44 × 93         | Museo Nacional del Prado Madrid                                                                       | Durant les vacances de Portici, i per una carta dirigida al seu amic Martín Rico, se sap que va començar aquest quadre dels seus fills amb intenció de regalar-lo a Federico de Madrazo avi dels nens, per fer-ho va efectuar nombrosos esbossos i composicions diferents. Aquesta obra inacabada és una de les que millor sintetitza el canvi del llenguatge artístic que va començar, en aquest, el seu últim estiu. L'admiració pel japonisme que s'adverteix a la pintura ja li venia per la seva afecció a l'art japonès des que el 1868 va començar una col·lecció de peces, àlbums i llibres, també en el seu taller es trobava una armadura japonesa. La composició presenta els dos nens sobre un llarg divan que ocupa quasi la total horitzontal de la tela, la nena Maria Lluïsa està vestida de blanc tapant la seva cara amb un ventall i reclinada sobre un coixí vermell al costat dret, mentre que el nen a l'altre extrem del divan es troba assegut sobre diversos coixins i teles de colors freds. El mur del fons entapissat amb seda blava amb decoració japonesa de papallones i flors, una planta en una cantonada i una nina esbossada a terra al costat de la seva filla, completa els objectes de l'escena. La mencionada escena presenta una certa intenció de dos ambients entre tots dos nens que no mantenen cap relació entre si, acreix la diferència el cromatisme dels colors calents i freds en costats oposats. |
| Nu en la platja de Portici                                                                | 1874                | Nu en la platja de Portici                                                                | Oli sobre plafó 13 × 19        | Museu del Prado Madrid                                                                                | Aquesta obra diminuta, [de la grossària de la mida d'una postal, va ser realitzada pel pintor durant la seva estada a la ciutat italiana de Portici, mostra des d'una vista presa des de dalt, el cos d'un noi descansant sobre la sorra, per la qual cosa no s'aprecia la línia d'horitzó. Aconsegueix un resultat de llum brillant gràcies a les petites pinzellades de colors primaris amb els corresponents complementaris. Com els pintors impressionistes contemporanis, no empra el negre, utilitza el blau o el violeta per aconseguir les ombres, com es pot veure a la cama i peu esquerre, així com al cap. |
| Paisatge amb barques                                                                      | 1874                | Paisatge amb barques                                                                      | Oli sobre plafó 13 × 19,5      | Museu Fortuny Venècia                                                                                 | Aquest paisatge es considera entre els últims realitzats per Fortuny, en aquesta època ja havia rescindit el contracte que l'unia al seu marxant parisenc Goupil i les seves pintures a l'aire lliure, l'abocaven cap a un nou estil. Fortuny va ser un pintor molt versàtil, però a les seves últimes pintures s'aprecia clarament aquesta intenció de llibertat i evolució, en el que ell creia serien les seves pròximes pintures. |
| Paisatge de Portici                                                                       | 1874                | Paisatge de Portici                                                                       | Oli sobre tela 30 × 50         | Museu Nacional d'Art de Catalunya Barcelona                                                           | L'execució d'aquest paisatge en oli, resulta més disposat a captar el terrenal, a diferència de les aquarel·les en la que transparència feia dels seus paisatges més eteris, en aquesta tela el cel és una lleugera franja de to plomís amb calma i sense núvols, l'autor es va dedicar amb més intenció a representar la vegetació i les cases amb una paleta de colors sobris en què destaca diferents ocres, el verd i el gris, amb una combinació de marcat contrast sense aplicació de veladures. La tècnica està realitzada per als detalls amb petits tocs de pinzell i amb ràpides aplicacions de taques en la resta. |
| Platja de Portici                                                                         | 1874                | Platja de Portici                                                                         | Oli sobre tela 70 × 130        | Meadows Museum Dallas (EUA)                                                                           | Perduda durant més d'un segle, va ser retrobada el 2003 a propòsit d'una exposició antològica al MNAC de Barcelona; fins aleshores, solament se'n coneixia una fotografia antiga en blanc i negre i dibuixos preparatoris. És una de les últimes obres de pintor, i la més important de l'etapa de Portici, culminació de la seva experimentació amb la llum i el color. |

## Aquarel·les
| Imatge                              | Any           | Títol                               | Tècnica                                                | Localització                                | Observacions |
| ----------------------------------- | ------------- | ----------------------------------- | ------------------------------------------------------ | ------------------------------------------- | --- |
| Joc de dames                        | Ca. 1854-1856 | Joc de dames                        | Aquarel·la 16 × 19                                     | Museu d'Art i Història de Reus Reus         | S'aprecia l'estil natzarè i l'afecció a la temàtica històrica que existia durant la segona meitat del segle xix a Barcelona, lloc on es trobava estudiant Fortuny. Ressalta en aquesta aquarel·la l'estil del dibuix de correctes línies amb el que aconsegueix mostrar ombres i delicats detalls. |
| Sant Pau predicant davant l'areòpag | Ca. 1855-1856 | Sant Pau predicant davant l'areòpag | Aquarel·la i guaix sobre paper 40,3 × 55,7             | Museu Nacional d'Art de Catalunya Barcelona | Executada a la seva primera època d'estudiant a Barcelona, l'aquarel·la mostra una composició acadèmica amb influència del seu mestre Claudi Lorenzale. Existeixen dibuixos i apunts realitzats prèviament. El tema religiós sol el va abordar en contades ocasions. |
| Paisatge                            | Ca. 1856-1858 | Paisatge                            | Aquarel·la sobre paper 11 × 13,6                       | Museu Nacional d'Art de Catalunya Barcelona | Paisatge realitzat amb aquarel·la i amb perfils de tinta a la ploma. Va ser llegat al museu l'any 1907 per Francesc Esteve i Sans. |
| Italiana                            | 1858          | Italiana                            | Aquarel·la sobre paper 12,5 × 25,5                     | Museu de Belles Arts San Francisco          | Signatura a la part superior esquerra: «Fortuny» Procedència: llegat al Museu de Belles Arts de San Francisco per M.H. de Young. |
| Jove judiía                         | c. 1860-1862  | Jove jueva                          | Aquarel·la sobre paper 45,4 × 37,2 cm                  | Meadows Museum Dallas Texas                 | Fortuny va pintar molt poques vegades a la dona com a protagonista, en aquesta aquarel·la, efectuada en la seva estada al Nord de l'Àfrica, les models femenines s'ocultaven rere els seus vels i era molt poc probable el fet que admetessin posar, no passava així amb els jueus, per tant va poder representar sense problema, la fina sensualitat dels vestits i joies de la jove model. |
| Il contino                          | 1861          | Il contino                          | Aquarel·la sobre paper 56,3 × 39                       | Museu Nacional d'Art de Catalunya Barcelona | És una de les seves obres pertanyent a la seva segona estada a Roma, aquesta figura del «Condesito» més conegut amb el seu nom italià, pertany a la nomenava «pintura de casacons», tipologia molt comuna al gust del segle xviii, en la qué Fortuny mostra el dibuix amb el preciosisme que es convertirà en el propi estil del pintor. El model posa amb una elegància afectada davant de la font del jardí de la Villa Borghese. L'aquarel·la va ser enviada a la Diputació de Barcelona com a testimoni dels seus treballs a Roma. L'any 1906 aquesta institució ho va donar al MNAC. |
| Àrabs caminant sota la tempesta     | c. 1862-1864  | Àrabs caminant sota la tempesta     | Aquarel·la sobre paper vitel·la gruixut 17,7 × 25,2 cm | Biblioteca Nacional de España Madrid        | Qualificada com una de les millors aquarel·les del pintor, l'escena acull el moment d'una ascensió d'àrabs per un pujol, lluitant contra el vent. L'atmosfera aconseguida pel magnífic paisatge i la il·luminació donada amb taques opaques, i transparents quasi ínfimes en altres bandes del paper, converteixen sense cap dubte aquesta obra molt pròxima a l'impressionisme. La composició la va col·locar l'artista en dues diagonals i una distribució de colorit radial que es dirigeix a la blanca túnica de l'àrab principal. |
| Ruïnes romanes                      | c. 1863-1865  | Ruïnes romanes                      | Aquarel·la sobre paper 46 × 35 cm                      | Museu d'Art i Història de Reus Reus         | Aquesta aquarel·la descriu una gran ruïna clàssica de la que encara es pot apreciar dos immensos arcs, acompanya al paisatge la inclusió d'unes petites figures femenines al fons i en un pla mig, un genet amb el cavall bevent en un abeurador. Aquest tema sembla estar influït pel pintor italià del segle xvii Salvator Rosa, qui acostumava a incloure en els seus paisatges ruïnes i arcs semblants, com també són molt semblants els colors intensos emprats per tots dos pintors. |
|                                     | c. 1863-1865  | El muetzí                           | Aquarel·la sobre paper 16,4 × 12,7 cm                  | Biblioteca Nacional de España Madrid        | El muetzí presenta una figura orant, era el muetzí encarregat d'anunciar des dels minarets de les mesquites les cinc oracions del dia. En aquesta ocasió, el pintor, el mostra en oració solitària i sense l'arquitectura pròpia del seu càrrec. Va utilitzar tres colors, grisos i blau indi matisats i el blanc del paper amb petits tocs de vermell, distribuint la composició en una diagonal, que està formada per la sorra i per la verticalitat del personatge. Tres taques esbossades representant el cap i les dues mans ressalten el blanc de la seva túnica i l'encegador llum aconsegueix imprimir-se en tota la superfície del paper. |
|                                     | 1865          | Camells resposant, Tànger           | Aquarel·la sobre paper 21 × 37,5 cm                    | Museu Metropolità d'Art Nova York           | L'obra està signada i datada a Tànger, va ser començada en aquesta ciutat el 1862 i acabada tres anys més tard en el seu taller de Roma. D'aquest mateix viatge al Marroc existeixen diversos apunts sobre camells al Gran Zoco de Tànger, lloc de destí de moltes rutes de caravanes i escenari escollit per Fortuny per a aquesta aquarel·la. |
| Fumador d'opi                       | 1867          | Fumador d'opi                       | Aquarel·la sobre paper 22,7 × 44,5                     | Museu Poldi Pezzoli Milà                    | L'estil de la pintura oriental, gràcies als seus viatges al nord de l'Àfrica, le va fer crear nombrosos apunts que després transformava en aquarel·les o pintures a l'oli. En aquesta imatge representa dos personatges, un a la penombra del fons i un altre reclinat fumant opi que s'il·lumina amb la llum provinent de la part esquerra, tots dos estan col·locats sobre una tarima de fusta. El colorit és monocrom amb grisos i ocres, que es complementa amb taques de blau a les vestidures del de la dreta i al fumador uns tocs de vermell a l'armilla. Les pinzellades generals són soltes com d'esbós i més precises quan descriu la pipa i el bol del primer pla.                                                                                                 |
|                                     | 1868          | La vicaria                          | Aquarel·la sobre paper 34 × 50                         | Museo Provincial de Zaragoza Saragossa      | |
| Cafè de les orenetes                | 1868          | Cafè de les orenetes                | Aquarel·la sobre paper 49,4 × 39,5                     | Col·lecció particular                       | Va ser començada aquesta obra l'any 1867 -segons dades de les Memòries de Ricardo de Madrazo a Sevilla-, finalitzada un any més tard a Roma i exposada a París el 1870 on va rebre una bona crítica per part de Théophile Gautier. Va ser realitzada a partir d'apunts presos pel pintor de la seva estada a Tànger, l'arquitectura que presenta està a la vora de la nassarita amb arcs polilobulats, que més tard va emprar Fortuny en altres obres, s'aprecien els detalls de guixeries i sòcol de rajoles de València. Com era costum, els clients estan asseguts sobre catifes a la galeria exterior de l'edifici, on se'ls servia les begudes. |
| Idil·li                             | 1868          | Idil·li                             | Aquarel·la sobre paper 31 × 22                         | Museo Nacional del Prado Madrid             | D'aquest mateix tema el pintor va realitzar diverses versions, la primera va ser un dibuix el 1864 en l'acadèmia Giggi de Roma, precursor de l'aiguafort datat i datat a Roma 1865, i que posteriorment van servir per a una pintura a l'oli que es troba en una col·lecció particular i l'aquarel·la del museu del Prado. L'oli està presentant amb una altra composició i en mida horitzontal. L'aquarel·la segueix el traçat dels esbossos anteriors, el jove està tocant una flauta doble, nu i assegut sobre un fragment d'entaulament jònic, als seus peus apareix una cabra, és una escena de pintura pastoral clàssica, el cromatisme accentua visiblement el caràcter de paisatge idíl·lic.                                                                           |
| María Teresa de Madrazo             | 1868          | María Teresa de Madrazo             | Aquarel·la sobre paper 14,3 × 11                       | Museo Nacional del Prado Madrid             | Exquisida obra i una bona composició presenta el retrat de la petita Maria Teresa, asseguda davant d'un tauler de dames, amb les fitxes i d'altres de dominó es mostra una construcció d'arquitectura amb església inclosa, pròpia d'aquest joc infantil, encara que a causa de l'edat representada de la nena, segurament va ser realitzada per algun adult. Entre tota la composició destaca la tècnica emprada en l'execució del rostre de la retratada tant pel seu colorit com per la seva il·luminació. |
|                                     | 1868          | La mascarada                        | Aquarel·la sobre paper 44,9 × 62,9                     | Museu Metropolità d'Art Nova York           | L'escena representa una escena galant que es desenvolupa l'aire lliure, amb personatges vestits de carnestoltes a la moda del segle xviii, la composició entre dues diagonals gira al voltant de la figura femenina que amb màscara mostra amb malícia els seus pits nus. L'estil s'inspira en escenes semblants, de la pintura rococó, realitzades per Jean-Antoine Watteau i la seva habilitat en la composició de grups que xerren, senten música o formen part de festes galants. |
| Home sobre una taula                | 1868-1869     | Home sobre una taula                | Aquarel·la 32 × 23                                     | Museu Goya Castres                          | Considerada com un estudi per als olis que va realitzar amb el tema del Col·leccionista d'estampes. El personatge realitzat amb una gran qualitat de dibuix, s'enquadra en l'estil del «casacó» nomenat així per la indumentària que llueix corresponent al segle xviii. Es mostra en aquesta aquarel·la el mestratge del pintor, en poder deixar part de l'obra perfilada amb lleugeres línies i una altra amb uns traços de terminació de gran realisme, com per exemple al rostre del personatge. |
| Picador ferit                       | 1868-1872     | Picador ferit                       | Aquarel·la 25,6 × 36,5                                 | Museu del Louvre París                      | Fortuny va realitzar algunes aquarel·les amb el tema del picador ferit. Tenen en comú que en cap d'elles apareix el toro, que hi ha pocs personatges a l'escena i que tenen com a fons la vista de la graderia. Hi destaca la similitud de l'enquadrament amb algun dels gravats fets per Francisco de Goya a la Tauromàquia. Fortuny segueix la influència de Goya, ja que havia pogut contemplar la col·lecció de dibuixos i sanguines del pintor aragonès que posseïa el seu amic Valentí Carderera sobre aquest temari. Es tracta d'una obra que malgrat la seva mida reduïda, pel seu gran virtuosisme es converteix el que podria ser un apunt en una obra d'art. |
| El marroquí                         | 1869          | El marroquí                         | Aquarel·la 32 × 20                                     | Museo Nacional del Prado Madrid             | Aquesta aquarel·la presenta una de les composicions preferides de l'autor, un personatge solitari en actitud estàtica i immòbil i en aquest cas encara més accentuada per la posició de les mans entrellaçades al davant la cintura. Va ser una de les obres que van causar impacte entre els seus amics pintors, així es té notícies que Ricardo de Madrazo va escriure al seu pare anunciant-li l'execució entre d'altres d'aquesta aquarel·la, aleshores anomenada Àrab, també el pintor Henri Regnault, va quedar impressionat d'ella quan la va veure en un viatge a Roma. El minuciós dibuix del cap i les seves vestidures contrasta amb les pinzellades llargues del mur del fons on s'aprecia que va deixar en algunes bandes visible el propi color crema del paper. |
| El venedor de tapissos              | 1870          | El venedor de tapissos              | Aquarel·la 59 × 85                                     | Museu de Montserrat Montserrat              | L'obra és comparable amb la seva famosa La vicaria. Es presenta en ella el «impressionisme fortunynià» d'una visió directa del natural, encara que pensat en forma pictòrica, l'aquarel·la està tractada com si fos oli, el que proporciona una escena al·lusiva a la vida quotidiana d'uns personatges que els mostra amb tota mena de detalls. Sobresurt per damunt de tot l'efecte aconseguit del llampant llum del nord de l'Àfrica. |
| Home a mig vestir                   | 1870-1872     | Home a mig vestir                   | Aquarel·la sobre paper 32,50 × 23                      | Museu Goya Castres                          | A l'aquarel·la es pot observar uns lleugers traços de llapis, és una de les tècniques de pintura amb la qual es va trobar més segur Fortuny. L'escena representa un captaire tractat amb gran delicadesa pel pintor, el colorit mediterrani, amb els seus clarobscurs, es presenta nítid gràcies als traços segurs i ràpids que aconsegueix demostrar el preciosisme tan habitual a l'autor. |
| Mar al fons el Vesuvi               | 1874          | Mar al fons el Vesuvi               | Aquarel·la sobre paper 35 × 25,3                       | Museo Nacional del Prado Madrid             | L'estiu del 1874 el va passar a Portici a la vora de Nàpols, que el va portar a una renovació en el seu estil pictòric, els seus paisatges i marines realitzades durant aquest temps presenten els cels amb núvols canviants i composicions senzilles. |
| Paisatge de Portici                 | 1874          | Paisatge de Portici                 | Tempera i guaix 46,50 × 32                             | Museo Nacional del Prado Madrid             | El paisatge reflecteix la llibertat d'interpretació a les seves últimes obres, en aquesta obra combina diferents pinzellades, una amb tocs solts i color pur per al cel i una altra pinzellada minuciosa per a la part terrenal, deixant espais en blanc del paper i torna a utilitzar l'efecte d'una línia d'horitzó molt baixa, ja emprada amb bons resultats en altres pintures. Aquesta pintura havia estat atribuïda a Martín Rico, però el pintor Ricardo de Madrazo va ser testimoni de la realització per part de Fortuny. |

## Dibuixos i gravats
| Imatge                                | Any                         | Títol                                        | Tècnica                                                           | Localització                                          | Observacions |
| ------------------------------------- | --------------------------- | -------------------------------------------- | ----------------------------------------------------------------- | ----------------------------------------------------- | --- |
|                                       | Ca. 1852-1856               | L'aventura del Quixot amb els molins de vent | Tinta a la ploma, aiguada i llapis grafit sobre paper 11,6 × 15,5 | Museu Nacional d'Art de Catalunya Barcelona           | Tema dedicat a la literatura, va ser adquirit pel Museu el 1911 a la col·lecció Raimon Casellas. |
| Parella de pierrots                   | Ca. 1855-1857               | Parella de pierrots                          | Llapis grafit sobre paper 19 × 15                                 | Museu Nacional d'Art de Catalunya Barcelona           | Fortuny a la seva època de formació es va veure influït pel dibuixant francès Paul Gavarni, del que coneixia una sèrie de litografies publicades el 1853 nomenades Célébrites Contemporaines. Molts d'aquests dibuixos plasmaven la història i l'essencial dels personatges, aspecte que Fortuny també va realitzar a dibuixos i gravats. La Parella de pierrots té una composició molt semblant a El somni de la innocència (1851) de Gavarni. |
| Bust femení                           | Ca. 1856-1858               | Bust femení                                  | Tinta a la ploma, aiguada i llapis grafit sobre paper 10,1 × 10,3 | Museu Nacional d'Art de Catalunya Barcelona           | En aquestes dates encara estava formant-se en l'Escola Llotja i tenia com a company d'estudis al pintor Tomàs Moragas i Torras amb el que dibuixava constantment tota mena de models, prova d'això són els nombrosos dibuixos que es conserven. |
| Nu masculí                            | 1858                        | Nu masculí                                   | Llapis gras sobre paper 43 × 26                                   | Fundació MAPFRE Madrid                                | Aquest dibuix acadèmic es creu que va ser realitzat a l'Acadèmia Giggi de Roma, on l'autor acudia a pintar, amb model del natural per exercitar amb diferents posats la anatomia humana. Encara que sense data, el pintor el va signar i va afegir la paraula Roma. El nu masculí presenta una anatomia ben realitzada i un estudi de llum i composició de gran tècnica. |
| Autoretrat                            | Ca. 1858-1859               | Autoretrat                                   | Llapis sobre paper 46,5 × 42,5                                    | Museu d'Art i Història de Reus Reus                   | Dibuix, segurament preparatori per a l'autoretrat realitzat en oli datat a la mateixa data i que es troba al Museu Nacional d'Art de Catalunya, tots dos van ser realitzats a Roma. Va pertànyer a la col·lecció de l'historiador Salvador Vilaseca i Anguera. |
| Família marroquina                    | Ca. 1858-1859               | Família marroquina                           | Aiguafort sobre paper 23,4 × 14,2                                 | Museu del Prado Madrid                                | Durant els mesos de febrer i març de 1862 va realitzar un segon viatge al Marroc, on segons Daviller, es va vestir amb gel·labes i robes característiques de la zona, amb la intenció de passar desapercebut i així poder estar més a prop de la gent del poble i aconseguir millors esbossos. Aquest aiguafort està realitzat amb línies creuades, més juntes o separades, per aconseguir l'efecte de clarobscur. |
| Autoretrat                            | Ca. 1864-1865               | Autoretrat                                   | Llapis gras i carbonet sobre paper 41 × 31                        | Fundació MAPFRE Madrid                                | Està realitzat aquest autoretrat com si d'un dibuix acadèmic es tractés, la tècnica és la mateixa que va emprar a molts dels seus dibuixos-estudis realitzats amb models al natural, també el posat i mostrar-se nu sense vestidura així ho confirma. |
| Retrat de Tomàs Moragas               | Ca. 1869                    | Retrat de Tomàs Moragas                      | Tinta a la ploma i al pinzell sobre paper 27 × 22,5               | Museu Nacional d'Art de Catalunya Barcelona           | Va ingressar en el museu el 1921 per la donació de Josep Moragas i Pomar. |
| Apunt de personatge diocechesc        | Ca. 1870                    | Apunt de personatge diocechesc               | Llapis sobre paper 14 × 12,5                                      | Museu del Prado Madrid                                | A pesar que para la seva obra La vicaria, l'artista va emprar a models «in situ» així com accessoris autèntics, també s'havia preparat nombrosos apunts de personatges en diferents posicions i amb diversos abillaments, és el cas d'aquest dibuix vestit a l'estil de l'època. |
| Retrat de Cecilia de Madrazo          | Ca. 1870                    | Retrat de Cecilia de Madrazo                 | Tinta negra sobre paper 26 × 21,5                                 | Reial Acadèmia de Belles Arts de Sant Jordi Barcelona | L'autor va signar com "Fortuny" en tinta al costat de la part inferior dreta. El dibuix es troba sobre un altre paper de major mida que conté una dedicatòria realitzada per la retratada quan ja era vídua del pintor. Aquesta obra va ser llegada a l'Acadèmia en testament per Apel·les Mestres. |
| Croquis de vas musulmà                | Ca. 1871                    | Croquis de vas musulmà                       | Tinta sobre paper 31,5 × 43,2                                     | Museu Nacional d'Art de Catalunya Barcelona           | Croquis enviat en una carta al seu amic Charles Davillier, datada a Granada el 27 de novembre de 1871, sobre l'adquisició del Vas de Fortuny, gerro que després de la mort del pintor i després d'ésser comprat pel col·leccionista Basilewsky es conserva en el Museu de l'Ermitage de Sant Petersburg. |
| Àrab vetllant el cadàver del seu amic | Segona meitat del segle XIX | Àrab vetllant el cadàver del seu amic        | Aiguafort 21,6 × 41                                               | Biblioteca Nacional d'Espanya Madrid                  | Segons consta a la inscripció de l'estampa, va ser publicada per Goupil i Cie. el 1878 (París). Pertany aquest gravat als dibuixos i esbossos emprats per Fortuny per a la seva obra La batalla de Tetuán, on es pot veure a la part dreta de la pintura. La tècnica de l'aiguafort està realitzada amb línies entrecreuades per aconseguir un fort i dens clarobscur, recorda influències a altres obres de Rembrandt artista admirat per Fortuny. La composició horitzontal només amb dos personatges, en un ambient fosc i solitari, evoca la gran tristor i dolor per la pèrdua de l'amic al qual està vellant-se. |
| Vista d'un pati amb murs de pedra     | Segona meitat del segle XIX | Vista d'un pati amb murs de pedra            | Llapis de grafit 13,7 × 9,6                                       | Museu del Louvre París                                | Dibuix provinent del foli número 61, d'apunts recollits en un àlbum de tapa dura coberta de tela marró porpra, amb 70 folis numerats, alguns fulls tenen la marca del taller «Fortuny». Llegat al museu el 1950 per Henriette Fortuny. |
| Terrats                               | Segona meitat del segle XIX | Terrats                                      | Llapis de grafit 9,6 × 13,7                                       | Museu del Louvre París                                | Dibuix provinent del foli número 60, d'apunts recollits en un àlbum de tapa dura coberta de tela marró porpra, amb 70 folis numerats, alguns fulls tenen la marca del taller «Fortuny». Llegat al museu el 1950 per Henriette Fortuny. |